# Heinz Maier-Leibnitz

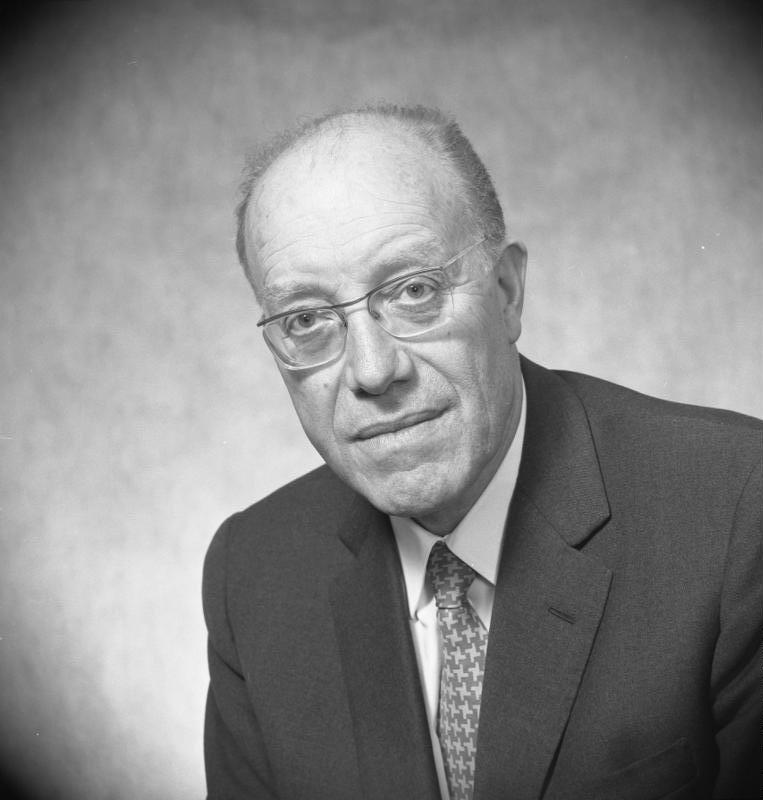
Heinz Maier-Leibnitz, 1974

Heinz Maier-Leibnitz (* 28. März 1911 in Esslingen am Neckar, Königreich Württemberg; † 16. Dezember 2000 in Allensbach, Landkreis Konstanz) war ein deutscher Experimentalphysiker und Präsident der Deutschen Forschungsgemeinschaft (DFG).

## Wissenschaftliche Laufbahn
Heinz Maier-Leibnitz war ein Sohn des Hermann Maier-Leibnitz. Er besuchte das Gymnasium in Esslingen (das heutige Georgii-Gymnasium) und studierte Physik an der Technischen Hochschule Stuttgart und an der Georg-August-Universität Göttingen, wo er 1935 bei James Franck, dem Nobelpreisträger von 1925, promoviert wurde. Wie sein Vater wurde er während seines Studiums Mitglied der Studentenverbindung „Akademische Gesellschaft Sonderbund“ in Stuttgart.
Seine wissenschaftliche Laufbahn in der experimentellen Kernphysik begann er als Mitarbeiter von Walther Bothe am Kaiser-Wilhelm-Institut für medizinische Forschung in Heidelberg, das nach dem Zweiten Weltkrieg als Max-Planck-Institut für medizinische Forschung weitergeführt wurde.
Die Technische Hochschule München berief ihn 1952 auf den Lehrstuhl für Technische Physik als Nachfolger von Walther Meißner. Das zum Lehrstuhl gehörige Laboratorium für Technische Physik wurde eine Keimzelle der Nuklearen Festkörperphysik in Bayern. Auf seine Initiative hin und unter seiner Leitung wurde der erste deutsche Forschungsreaktor, der Forschungsreaktor München (genannt Atomei), in Garching bei München gebaut und 1957 in Betrieb genommen.
Große wissenschaftliche Bedeutung erlangte Maier-Leibnitz mit dem Aufbau des deutsch-französischen Neutronenforschungszentrums Instituts Laue-Langevin in Grenoble, dem er von 1967 bis 1972 vorstand.
1974 wurde Heinz Maier-Leibnitz emeritiert. Sein Nachfolger sowohl am Lehrstuhl als auch als Leiter des Forschungsreaktors war Wolfgang Gläser.

## Wissenschafts- und Hochschulpolitik
Durch die Einführung des Departmentsystems im Jahre 1964 gelang Maier-Leibnitz eine Neustrukturierung der Fakultät, mit der bessere Forschungsbedingungen erreicht wurden. Dadurch konnte sein ehemaliger Doktorand, der Nobelpreisträger Rudolf Mößbauer, für eine Rückkehr aus den USA an die TH München gewonnen werden.
Als erster Deutscher wurde Maier-Leibnitz 1972 Präsident der International Union of Pure and Applied Physics. Von 1972 bis 1973 war er Mitglied des Wissenschaftsrats und in der Nachfolge Julius Speers von 1973 bis 1979 Präsident der Deutschen Forschungsgemeinschaft. Auf seine Amtszeit geht die Einführung der Sonderforschungsbereiche zurück. Ein großes Anliegen war ihm die Förderung des wissenschaftlichen Nachwuchses. Deshalb führt der von der DFG eingerichtete Heinz Maier-Leibnitz-Preis, mit dem Forschungsergebnisse junger Wissenschaftler ausgezeichnet werden, seinen Namen. 1973 bis 1974 war er Vorsitzender der Gesellschaft Deutscher Naturforscher und Ärzte.

## Auszeichnungen, Ehrungen und Mitgliedschaften
Für seine wissenschaftlichen und gesellschaftlichen Verdienste erhielt Heinz Maier-Leibnitz zahlreiche Ehrungen:
- 1961: Bayerischer Verdienstorden
- 1964: Leopoldina
- 1965: Ehrendoktorwürde der Universität Wien
- 1972: Großes Verdienstkreuz der Bundesrepublik Deutschland[2]
- 1973: Österreichisches Ehrenzeichen für Wissenschaft und Kunst
- 1977: Großes Verdienstkreuz mit Stern der Bundesrepublik Deutschland
- 1981: Bayerischer Maximiliansorden für Wissenschaft und Kunst
- 1984: Otto-Hahn-Preis der Stadt Frankfurt am Main
- 1985: Wilhelm-Exner-Medaille
- 1986: Otto-Hahn-Preis für Chemie und Physik der Gesellschaft Deutscher Chemiker und der Deutschen Physikalischen Gesellschaft (DPG)
- 1988: Lorenz-Oken-Medaille der Gesellschaft Deutscher Naturforscher und Ärzte
- 1989: Ehrenmitglied der DPG.
- 1991: Großes Verdienstkreuz mit Stern und Schulterband der Bundesrepublik Deutschland
- 1995: Verdienstmedaille des Landes Baden-Württemberg
- 2000: Goldener Ehrenring der Technischen Universität München[3]
- Ehrendoktorwürde der Universität Grenoble
- Ehrendoktorwürde der University of Reading

Dem Orden Pour le Mérite für Wissenschaft und Künste, dessen Mitglied er war, stand er von 1979 bis 1984 als Kanzler vor. Er war weiterhin Mitglied zahlreicher in- und ausländischer Wissenschaftsakademien, so auch der Bayerischen Akademie der Wissenschaften, wo er – in der Nachfolge von Walther Meißner – langjähriger Vorsitzender der Kommission für Tieftemperaturforschung war.
Der 2004 in Betrieb genommene Forschungsreaktor München II, Nachfolger des unter seiner Leitung aufgebauten ersten Garchinger Forschungsreaktors, wurde ihm zu Ehren als Forschungs-Neutronenquelle Heinz Maier-Leibnitz benannt.

## Persönliches
Maier-Leibnitz war vom Nutzen der Atomenergie überzeugt und vertrat seine Meinung auch noch nach der Katastrophe von Tschernobyl. Er sah „einen wirtschaftlichen Vorteil in der Atomenergie“ und glaubte, die Gefahren der Atomenergie seien „kleiner ... als eigentlich bei fast allen anderen Energieformen.“
1957 gehörte er zu den 18 deutschen Atomwissenschaftlern, die in der Göttinger Erklärung die geplante atomare Bewaffnung der Bundeswehr ablehnten.
Maier-Leibnitz war ein weit bekannter Hobbykoch. Großen Anklang fanden seine Kochbücher Kochbuch für Füchse und Mikrowellenkochbuch für Füchse. Sie erschienen in mehreren Auflagen und waren jeweils schnell vergriffen.
Seine erste Frau Rita starb bereits 1971 und er blieb mit seinen drei Töchtern zurück. In zweiter Ehe war Heinz Maier-Leibnitz ab 1978 bis zu seinem Tod mit der Demoskopin Elisabeth Noelle-Neumann verheiratet.
Seine 1916 geborene Schwester Magdalene Maier-Leibnitz wurde in der Zeit des Nationalsozialismus am 22. April 1941 wegen der Diagnose Schizophrenie in der NS-Tötungsanstalt Hadamar in Hessen ermordet. Zuletzt behandelt wurde sie in der Heilanstalt Kennenburg.

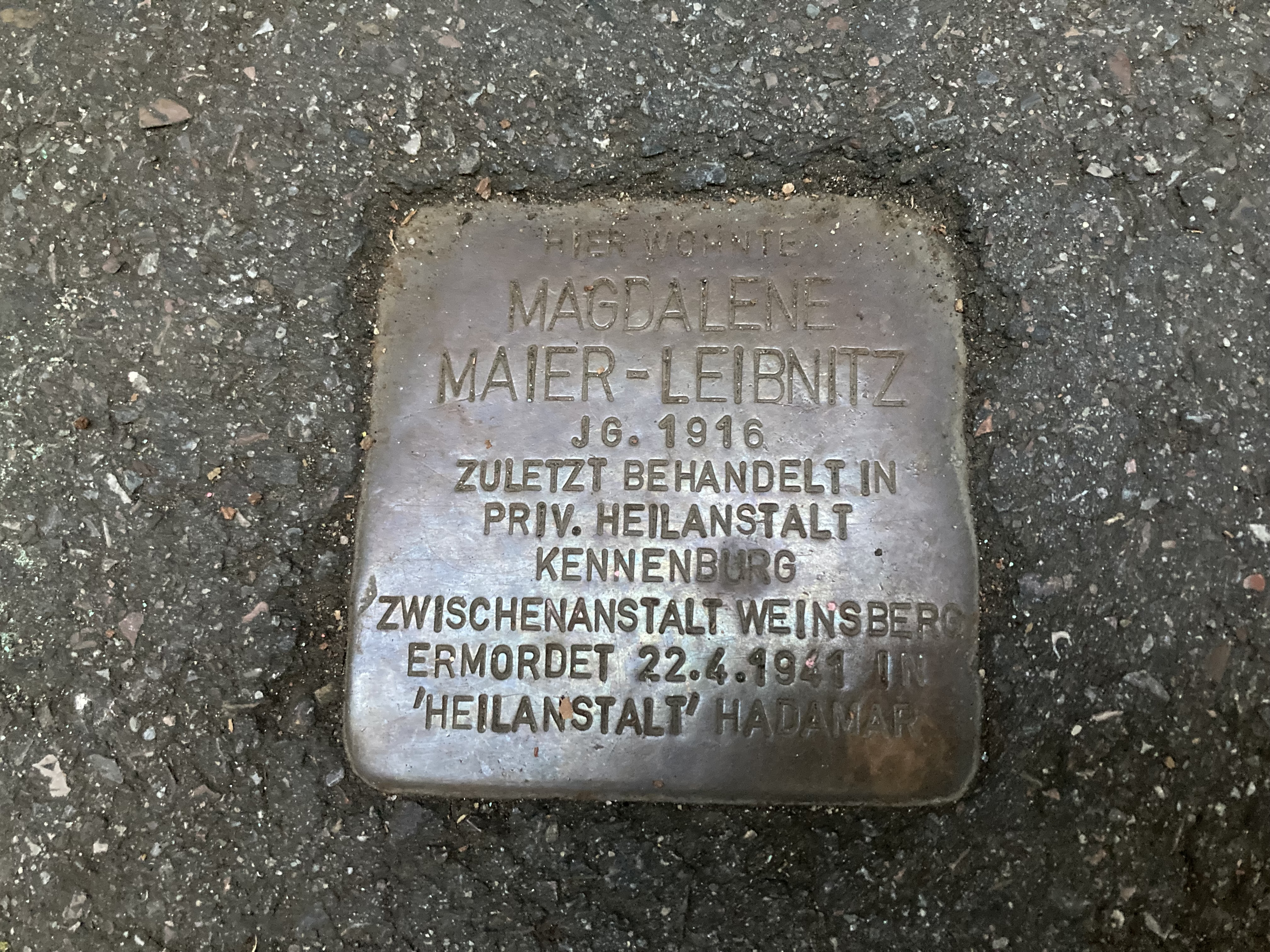
Stolperstein für Magdalene Maier-Leibnitz vor der Deffnerstraße 5 in Esslingen

Sein Grab befindet sich auf dem Friedhof von Garching.

## Veröffentlichungen (Auswahl)
Maier-Leibnitz veröffentlichte eine große Zahl wissenschaftlicher Beiträge und anderer Publikationen. Zu seinen wissenschaftspolitischen Büchern aus seinen letzten Lebensjahrzehnten gehören
- Der geteilte Plato. Ein Atomphysiker zum Streit um den Fortschritt. Zürich 1981.
- Die Verantwortung des Naturwissenschaftlers. Heidelberg 1983, ISBN 3-540-12183-8
- Die Wirkung bedeutender Forscher und Lehrer. Opladen 1983, ISBN 3-531-08318-X
- Forschung in Europa. Melle 1985, ISBN 3-88368-107-5
- Lernschock Tschernobyl. Zürich 1986, ISBN 3-7201-5191-3
- Kernenergie – ja oder nein? Eine Auseinandersetzung zwischen 2 Physikern (gemeinsam mit Peter Kafka). München 1987, ISBN 3-492-10739-7
- Zweifel am Verstand; das Irrationale als die neue Moral (gemeinsam mit Elisabeth Noelle-Neumann). Zürich 1989, ISBN 3-7201-5202-2

Kochbücher:
- Kochbuch für Füchse. Große Küche – schnell und gastlich. München 1980, ISBN 3-492-02468-8
- mit Traude Bernert: Mikrowellenkochkurs für Füchse. München : Piper, 1986, ISBN 3-492-11287-0